# Клаудија Тестони
Клаудија Тестони (итал. Claudia Testoni; Болоња, 19. децембар 1915 — Калгари, 17. јул 1998) била је италијанска атлетичарка спацијалиста за спринт, препоне и скок удаљ европска првакиња 1938. и светска рекордерка.

## Спортска биографија
Клаудијина суграђанка и шлолска другарица Ондина Вала, била је њен највећи ривал целу тркачку каријеру. На Олимпијским играма 1936. у Берлину освојила је четврто место у трци са препонама на 80 метара, након емоционалног финала решеног у фото финишу када су у борби за медаљу четири првопласиране изједначиле олимпијсаки рекорд, омносно имале исто време, Победила је Вала, а Тестони четврта. Исти пласман имала је са штафетом 4 × 100 метара., У трећој дисциплини у којо се такмичла на ЛОИ 1936. трци на 100 метара испала је у предтакмичњљу.
Разочарање за четврто олимпијско место било толико велико да се од тада више није ни поздрављала своју дотадашеу пријатељицу и ривалку.
Две године касније, на Европском првенству у Бечу победила ја на трци на 80 м са препонама, а резултат који је постигла 11,6 је био светски рекорд. У наредним годинама светски рекорд је побољшавала три пута, побеђујући ривалку Валу у 16 од 18 дуела (међутим укупно у свим дисциплинама Вала је победила 33 пута од 60 дуела).
Клаудија Тестони је примљена у италијанску Атлетску дворану славних.

## Светски рекорди
Светски рекорд у трци 80 метара са препонама 11,3 сек поставила је 23. јула 1939. у Гармиш-Партенкирхену (побољшавајући рекорд 11,6 који су држале 	Рут Енгелхард, Ондина Вала и Барбара Бурке, док га није 1946. оборила Фани Бланкерс-Кун са 11,0 сек. На светским листама у овој дисциплини, била је прва 1938. и 1939. а друга 1940.

## Национална првенства
Национална првенства освајала је 22 пута у 7 дисциплина.
- 1 60 м (1933)
- 1 80 м (1932)
- 3 100 м (1932, 1937, 1940)
- 2 200 м (1933, 1934)
- 3 штафета 4 х 100 м (1934, 1936, 1939)
- 5 80 м препоне (1935, 1936, 1938, 1939, 1940)
- 7 Скок удаљ (1931, 1932, 1933, 1934, 1935, 1937, 1938)